# 평택향교
평택향교(平澤鄕校)는 대한민국 경기도 평택시 팽성읍 객사리에 있는 향교이다. 1983년 9월 19일 경기도의 문화재자료 제4호로 지정되었다.

## 개요
조선 초기에 창건된 것으로 전해지며 일제강점기에는 한때 농민학교로 사용되었다.
강학공간(講學空間)인 명륜당(明倫堂)이 앞에, 제사공간(祭祀空間)인 대성전(大成殿)이 뒤에 오는 전학후묘(前學後廟)로 배치되었다. 입구의 홍살문을 지나 외삼문(外三門) 안쪽에 명륜당과 동·서재(東西齋)가 있다. 명륜당은 정면 5칸, 측면 2칸이며 단층 팔작지붕의 한식 골기와집으로 민도리집 양식으로 되어 있다. 동·서재는 맞배지붕으로 정면 3칸, 측면 2칸이다.
명륜당 뒤편 솟을삼문 안쪽에 정면 5칸, 측면 3칸의 단층 맞배지붕집인 대성전이 있다. 막돌허튼층으로 쌓은 기단 위에 막돌초석을 놓고 두리기둥을 세워 익공(翼工)을 짜올렸으며, 목부(木部)에는 단청이 칠해져 있다. 향교 주위 담장은 최근에 사고석으로 쌓았고, 전체적으로 보존상태가 좋은 편이다.
공자(孔子)·맹자(孟子)를 비롯한 선현의 위패를 봉안하며 음력 2월과 음력 8월 상정일(上丁日)에 제향을 지낸다.

## 참고 자료
- 평택향교 - 국가유산청 국가유산포털